# Two (musikgrupp)
Two (ibland skrivet 2wo) var ett amerikanskt / brittiskt metalband som uppstod när Judas Priest-sångaren Rob Halford hade lämnat sin tidigare grupp Fight och när densamme träffade gitarristen John 5 (John Lowery). Resultaten blev ett studioalbum kallat Voyeurs, som släpptes 1998 på Nothing Records, och blev den det enda albumet av Two. Albumet sålde dåligt och ett par år senare hoppade Halford av och bildade gruppen Halford.

## Diskografi
Album
- 1998: Voyeurs[2]

Singlar
- 1998: "I Am a Pig"
- 1998: "Deep In The Ground" (promo)